# Josè Felix de Lequerica
Josè Félix de Lequerica Erquiza (Bilbao, 30 gennaio 1891 – Getxo, 9 giugno 1963) è stato un politico e diplomatico spagnolo di origine basca, ministro degli Affari Esteri durante i primi anni del franchismo.

## Biografia
Giovanissimo, fu deputato monarchico dal 1916 al 1923. Nel 1921 fu sottosegretario nel governo di Antonio Maura. Nel 1931 iniziò a collaborare con Ramiro Ledesma Ramos e nel 1936 aderì alla Falange spagnola. Per i nazionalisti fu dal 1938 al 1939 sindaco di Bilbao. Autore di scritti antisemiti contro i Primi Ministri francesi Édouard Daladier e Paul Reynaud, allo scoppio della Seconda guerra mondiale sostenne le tesi della Germania nazista.
Fu nominato da Franco ambasciatore a Parigi e poi a Vichy dal 1939 al 1944. Nell'agosto 1944 divenne ministro degli Affari Esteri, mantenendo tale carica fino a luglio 1945. Alla fine di quell'anno divenne "ispettore generale d'ambasciata", con sede a Washington, con l'incarico di ristabilire le relazioni diplomatiche con gli Stati Uniti. Dal 1951 al 1953 fu quindi ambasciatore negli Stati Uniti.
Divenuto vice presidente delle Cortes, fino a quando nel 1955 divenne delegato permanente della Spagna presso l'ONU.
Morì a Getxo, presso Bilbao, nel 1963.